# Vado... l'ammazzo e torno
Vado... l'ammazzo e torno è un film western all'italiana del 1967 diretto da Enzo G. Castellari.

## Trama
Monetero e la sua banda assaltano un treno con 300 000 dollari d'oro. Nonostante il convoglio fosse difeso dall'esercito, la rapina riesce, ma Pajondo, un uomo della banda di Monetero, approfitta della fiducia concessagli e scappa col bottino. 

L'assalto al treno

Lo Straniero, un cacciatore di taglie, approfitta dell'occasione per trovare Monetero, a cui dava la caccia da molto tempo. Monetero, recandosi verso il confine col Messico, trova il traditore e lo costringe a parlare. Pajondo fa in tempo solo a dargli una medaglia dicendogli che è la strada per arrivare al tesoro: nel frattempo anche l'esercito arriva sul posto, uccide Pajondo e arresta Monetero.
Monetero viene torturato, ma neppure lui sa dov'è il tesoro perciò viene condannato a morte. Contrario alla sentenza è Clayton, un banchiere incaricato dalla banca centrale di recuperare il bottino ad ogni costo. Lo Straniero però, fingendosi un prete, entra nella cella di Monetero e gli promette la libertà in cambio di una parte del bottino. Monetero, non fidandosi, spacca in due la medaglia di Pajondo e gliene dà un pezzo. Il giorno dopo però, prima dell'esecuzione, Clayton vede la medaglia spaccata al collo di Monetero, e insospettitosi, gliela prende. Durante l'esecuzione, come promesso, lo Straniero crea un diversivo e finge di uccidere Monetero. 

La pittoresca cittadina al confine tra Stati Uniti e Messico

Appena fuori dal forte però, gli uomini di Monetero lo stanno aspettando: si riprendono la metà della medaglia dallo Straniero ma lo lasciano vivo. Clayton nel frattempo sta cercando di ricostruire la medaglia con la metà che è in suo possesso, grazie ad un annuario con tutti gli stemmi dei proprietari terrieri del posto, ma non ci riesce. Inoltre, gli uomini di Monetero cercano di riprendergli la metà della medaglia in suo possesso, ma con un tempestivo intervento, lo Straniero li uccide tutti e si allea con Clayton.
La mattina dopo però Monetero manda molti più uomini a rapire Clayton e lo Straniero lo lascia rapire. Seguendo i banditi a distanza, riesce a trovare il nascondiglio di Monetero e a sentire l'interrogatorio: scopre così che Clayton e Monetero erano d'accordo fin dall'inizio per rubare l'oro e dividerselo. Clayton promette a Monetero di consegnargli lo Straniero, e si fa dare la metà della medaglia in possesso di Monetero per completare le ricerche.
Quando Clayton torna in città con la medaglia intera, lo Straniero gli dice di sapere dei suoi accordi segreti col bandito, ma egli non sa leggere, perciò ha bisogno di Clayton per decifrargli il libro. Con la medaglia intera scoprono che quello è lo stemma dei Montigo, una famiglia che nel 1750 possedeva un territorio poco distante dalla città nel quale si trovano ancora delle rovine. Proprio in questo momento però arrivano gli uomini di Monetero a cercare Clayton, e nella confusione che ne scaturisce, lo Straniero riesce a scappare. Clayton e Monetero si recano alle rovine, dove trovano lo Straniero ad aspettarli.
Questi, che ha già fregato il funzionario della compagnia di assicurazioni con sacchi pieni di sassi, piuttosto che vivere con i due nemici disposti a inseguirlo ovunque per riprendersi il malloppo, preferisce spartire con loro il bottino, nascosto nelle canne di un organo. Tuttavia gli uomini di Monetero non si fidano più del loro capo e cominciano una sparatoria. Il cacciatore di taglie, il banchiere e il bandito sono quindi costretti a collaborare. Alla fine i tre eliminano i nemici e si affrontano in uno stallo alla messicana, ma invece di spararsi addosso scaricano le pistole sulle canne dell'organo, esultando alla vista dell'oro.

## Collegamenti ad altre pellicole
"Vado... l'ammazzo e torno" è una battuta di Tuco (Eli Wallach) ne Il buono, il brutto, il cattivo.
Il film stesso ricalca vagamente la trama di quello di Sergio Leone, con tre uomini alla ricerca di un tesoro nascosto e il fatto che, nella scena iniziale del film, i tre banditi che arrivano in città richiamano chiaramente i personaggi Tuco/Eli Wallach, Sentenza/Lee Van Cleef e il Biondo/Clint Eastwood.

## Titoli per l'estero
All'estero il film è uscito come:

Lo stallo alla messicana finale

- Blood River / Go Kill And Come Back (Regno Unito)
- Any Gun Can Play (USA)
- Je vais, je tire et je reviens (Francia)
- Leg ihn um, Django (Germania)
- Pago con plomo (Messico)
- Skjut först - änglarna betalar (Svezia)
- Vou, Mato E Volto (Brasile)
- Voy, le mato y vuelvo (Spagna)

## Colonna sonora

Enzo G. Castellari sul set del film

1. Vento E Whisky
2. Stranger (Performed By Raul)
3. Dead's Looking Out
4. Mexico Western
5. Monetero's Plan
6. La Marcia Del Gamberetto
7. Deadly Waiting
8. That's Your Turn, Monetero!
9. Riding And Whistling